# Denis Gallagher
Denis Gallagher (ur. 29 grudnia 1922 w hrabstwie Mayo, zm. 3 listopada 2001 w Castlebar) – irlandzki polityk, nauczyciel i samorządowiec, deputowany oraz minister.

## Życiorys
Absolwent kolegium nauczycielskiego St Patrick’s College w dublińskiej dzielnicy Drumcondra. Pracował jako nauczyciel i dyrektor szkoły. Działał w zrzeszającej nauczycieli organizacji związkowej INTO, kierował jej strukturami w hrabstwie Mayo. Przez pewien czas działał w ugrupowaniu Clann na Poblachta. Udzielał się także w Gaelic Athletic Association, był m.in. wiceprzewodniczącym GAA (1964–1967). W 1967 dołączył do Fianna Fáil, w tym samym roku wszedł w skład rady hrabstwa Mayo.
W 1973 po raz pierwszy został wybrany na deputowanego do Dáil Éireann. Pięciokrotnie z powodzeniem ubiegał się o poselską reelekcję (w 1977, 1981, lutym 1982, listopadzie 1982 oraz 1987), zasiadając w niższej izbie irlandzkiego parlamentu do 1989. Był członkiem gabinetów Jacka Lyncha i Charlesa Haugheya. Dwukrotnie sprawował urząd ministra do spraw Gaeltachtu (od lipca 1977 do grudnia 1979 oraz od października do grudnia 1982). Zajmował też niższe stanowisko rządowe ministra stanu – w departamencie handlu i energii (od października 1980 do czerwca 1981), w departamencie spraw społecznych (od marca do października 1982) oraz w departamencie do spraw Gaeltachtu (od marca 1987 do lipca 1989).

## Życie prywatne
W 1948 jego żoną została Hannah McHugh; miał dwanaścioro dzieci.